# Miki Uchida
Miki Uchida, född 21 februari 1995, är en japansk simmare. 
Uchida tävlade för Japan vid olympiska sommarspelen 2012 i London, där hon var med i Japans lag på 4 x 100 meter frisim. 
Vid olympiska sommarspelen 2016 i Rio de Janeiro tävlade Uchida i tre grenar (100 meter frisim, 4 x 100 meter frisim och 4 x 100 meter medley).